# Koniecpol
Koniecpol è un comune urbano-rurale polacco del distretto di Częstochowa, nel voivodato della Slesia.
Ricopre una superficie di 146,75 km² e nel 2004 contava 10 446 abitanti.